# Östnor
Östnor is een plaats in de gemeente Mora in het landschap Dalarna en de provincie Dalarnas län in Zweden. De plaats heeft 523 inwoners (2005) en een oppervlakte van 124 hectare. De plaats ligt op een schiereiland, vlak bij de rivier de Österdalälven.

## Verkeer en vervoer
Bij de plaats loopt de Riksväg 70.